# Roger Coma i Estruch
Roger Coma i Estruch (Barcelona, 20 d'octubre de 1976) és un actor, director i escriptor català. És conegut pel seu paper del professor de la postguerra Oriol Fontelles en la producció televisiva catalana Les veus del Pamano. També hi destaca la seva participació en diverses sèries d'èxit d'audiència com Porca misèria, Jet lag o El comisario.

## Biografia
Va viure a Banyoles la seva infància fins que decidí anar a formar-se a l'Institut del Teatre. Roger Coma va tenir la primera oportunitat cinematogràfica com a actor l'any 1994 a la pel·lícula Transeúntes de Luis Aller, però no va ser fins al 1998 quan, de la mà de Ventura Pons a Carícies que va fer el gran salt a la pantalla gran i també a la televisió. També se'l va conèixer gràcies a la sèrie de televisió de Los protegidos de la cadena d'Antena 3. Va participant en el programa de TV3 de Mestres. A la mateixa cadena, va presentar el programa Caigut del cel (2022).
L'11 de juny de 2009 va publicar el seu primer llibre, Si això és París, a l'editorial Columna.

## Filmografia
| - 1998: Laura, com a Joan Figueres Masdeu - 2001-2003: El comisario, com a Sergio Silva - 2002: Viva S Club, com a Inspector - 2003: El cor de la ciutat, com a Kiko - 2003: Jet lag, com a Dani - 2004: Majoria absoluta, com a Albert - 2004-2007: Porca misèria, com a Roger - 2007: Génesis, en la mente del asesino, com a Seca - 2009: Les veus del Pamano, com a Oriol Fontelles, sèrie basada en la novel·la homònima de Jaume Cabré - 2010: Los protegidos, com a Don Andrés - 2010: Ermessenda, com a Hug - 2010: Tarancón. El quinto mandamiento, com a Tarancón jove - 2012: Tornarem, com a Felip - 2012: Gran Nord, com a Pep Solà - 2012: A bodes em convides - 2013: Gran Hotel, com a Padre Grau - 2013: Les coses grans, com a Canudas (sèrie creada per ell mateix) - 2014-2015: Amar es para siempre, com a Julián Madariaga - 2014 El Crac, com a Roger Coma - 2015: Oh Happy Day, com a jurat del programa. - 2018 Les Molèsties - 2018-actualitat: Com si fos ahir, com a Ivan - 2000: Troilus i Cressida, de William Shakespeare i direcció de Xavier Albertí, com a Troilus - 2000: La vida es sueño, de Pedro Calderón de la Barca i direcció de Calixto Bieito, com a Astolfo - 2001: Bodas de sangre, de Federico García Lorca i direcció de Ferran Madico - 2001: Ferdinando, d'Anniballe Ruccello i direcció d'Òscar Molina - 2002: Fedra+Hipòlit, de Magda Puyo - 2006: Somriure d'elefant, de Pau Miró - 2007: En cualquier otra parte, d'Alex Mañas - 2012: El mercader de Venècia, de William Shakespeare i direcció de Rafael Duran com a Bassanio - 2014: Dalí versus Picasso, de Fernando Arrabal com a Dalí. - 2017, estiu: "La pregunta és la resposta" dins el Mon a Rac1 conduït per Joan Lluís García - 2018, estiu: "La pregunta és la resposta" dins el Mon a Rac1 conduït per Joan Lluís García | - 1994: Transeúntes, de Luis Aller - 1998: Carícies, de Ventura Pons, com a Noi - 2000: Morir (o no), de Ventura Pons, com a Motorista - 2001: Anita no perd el tren, de Ventura Pons, com a Cambrer - 2001: Entre la multitud, de David Pastor, com a Treballador (curtmetratge) - 2002: Menja d'amor, de Ventura Pons, com a Recepcionista - 2004: Joves, de Ramon Térmens i Carles Torras, com a Jordi Vilanova - 2005: Para que no me olvides, de Patricia Ferreira, com a David - 2006: 53 dies d'hivern, de Judith Colell, com a Edu - 2006: Suspiros del corazón, d'Enrique Gabriel, com a Fernando Valbuena de Montijos - 2006: Salvador, de Manuel Huerga, com a Soci Oriol Arau - 2007: El Greco, de Yannis Smaragdis, com a Padre Paravicino - 2009: A la deriva, de Ventura Pons, com a Giró - 2007: Postius, de Judith Colell, com a Rober - 2008: La dame de Monsoreau, de Michel Hassan, com a Mateo - 2008: Sota el mateix cel, de Sílvia Munt, com a Sergio - 2010: La huella del crimen 3: El asesino dentro del círculo, de Fernando Cámara i Pedro Costa, com a Joaquín Ferrándiz |